# Texcaco
Texcaco är en ort i Mexiko.   Den ligger i kommunen Calnali och delstaten Hidalgo, i den sydöstra delen av landet, 170 km norr om huvudstaden Mexico City. Texcaco ligger 1 020 meter över havet och antalet invånare är 104.
Terrängen runt Texcaco är huvudsakligen kuperad, men norrut är den bergig. Terrängen runt Texcaco sluttar österut. Runt Texcaco är det ganska glesbefolkat, med 43 invånare per kvadratkilometer. Närmaste större samhälle är Calnali, 1,6 km sydost om Texcaco. I omgivningarna runt Texcaco växer i huvudsak städsegrön lövskog.